# Секретарь правительства Израиля
Секретарь правительства Израиля является официальным должностным лицом, сопровождающим правительство Израиля, которому подчиняется секретариат кабинета министров, который является подразделением министерства премьер-министра. Функции секретаря правительства предусмотрены статьей 31 (ו) Основного закона: Правительство, а также статьей 8 Закона о правительстве 2001 года. Его полномочия и обязанности подробно описаны, в том числе, в постановлениях правительства. Правительство назначает секретаря правительства по предложению премьер-министра. Несмотря на свой технический и канцелярский характер, должность секретаря кабинета министров считается престижной в высшем руководстве израильского правительства.

## Обязанности

### Заседания правительства
Секретариат Правительства отвечает за подготовку и контроль заседаний Правительства в соответствии с указаниями премьер-министра и в соответствии с тем, что подробно описано в «Регламенте работы Правительства».
Перед заседаниями Правительства секретарь выполняет следующие действия:
- подготовка повестки дня заседания правительства;
- вызов экспертов и участников, присутствие которых в обсуждениях по определённым темам необходимо;
- подготовка справочных и сопроводительных материалов для совещаний;
- объединение предложений по правительственным решениям, представленных министрами;
- ведение стенограммы заседаний правительства;
- редактирование резюме обсуждений, включая подготовку и внесение правительственных решений в правительственный протокол;
- предоставление секретарских услуг членам правительства и правительству во время правительственных обсуждений.

### Министерские комиссии
Секретариат Правительства также отвечает за заседания министерских комиссий, которые собираются в Секретариате Правительства.
Секретариат назначает секретаря каждой комиссии из числа сотрудников секретариата. Секретарь несет ответственность перед комиссией по следующим направлениям и в соответствии с поручением председателя комиссии:
- созыв заседаний комиссии;
- подготовка программ и сопроводительных материалов;
- предоставление секретарских услуг членам министерской комиссии и самим комиссиям во время заседаний;
- редактирование резюме обсуждений, включая подготовку проектов решений комиссии и их запись в протоколе решений;
- ведение стенограммы заседания при необходимости.

### Отношения между правительством и Кнессетом
Секретариат правительства отвечает за отношения между правительством и Кнессетом вместе с министром, который поддерживает связь между правительством и Кнессетом:
- Секретариат правительства направляет в Кнессет законопроекты, представленные от имени правительства, и получает от него законопроекты, представленные депутатами Кнессета;
- Секретариат поддерживает связь между правительством и Кнессетом во всем, что касается определения позиции правительства в отношении частных законопроектов;
- Секретариат правительства вместе с министром, который поддерживает связь между правительством и Кнессетом, представляет правительство на заседаниях президиума Кнессета, проводимых по понедельникам и средам, где определяется повестка дня Кнессета на эту неделю;
- Секретариат правительства отвечает за информирование секретариата Кнессета о том, кто из министров будет реагировать на предложения в повестку дня Кнессета, а также кто представит позицию правительства в отношении частных законопроектов, которые выносятся на обсуждение Кнессета.

### Отношения между правительством и президентом
Согласно Основному закону: Президент государства, секретарь правительства действует как связующее звено между Правительством и президентом государства.
По этой причине секретарь правительства информирует президента государства не реже одного раза в неделю о решениях правительства и его комиссий.

### Представители правительства
Секретарь Правительства выступает в качестве представителя правительства и, соответственно, отвечает за информирование представителей средств массовой информации в конце еженедельного заседания правительства.

### Другие специальные обязанности
Секретариат Правительства выполняет также другие дополнительные обязанности, среди которых можно отметить следующие вопросы:
- Секретариат правительства обеспечивает участие представителей правительства в похоронах граждан, ставших жертвами терактов;
- Секретариат правительства обеспечивает направление представителей правительства на приемы по случаю официальных мероприятий, организуемых послами стран по случаю национальных праздников этих стран;
- Секретариат правительства имеет компьютеризированную базу данных, содержащую все решения правительства с момента создания государства. Решения правительства начиная с 1998 года также доступны на веб-сайте для публичного ознакомления.

## Секретари правительства
| #                                 | Фото                                   | Имя (даты жизни)               | Срок пребывания              | Правительство         | Премьер-министр  |                    |
| --------------------------------- | -------------------------------------- | ------------------------------ | ---------------------------- | --------------------- | ---------------- | ------------------ |
| 1                                 |                                        | Зеэв Шерф (1906—1984)          | 14 мая 1948 года             | 31 октября 1957 года  | Временное        | Давид Бен-Гурион   |
| 1                                 | Первое                                 | Зеэв Шерф (1906—1984)          | 14 мая 1948 года             | 31 октября 1957 года  |                  | Давид Бен-Гурион   |
| 1                                 | Второе                                 | Зеэв Шерф (1906—1984)          | 14 мая 1948 года             | 31 октября 1957 года  |                  | Давид Бен-Гурион   |
| 1                                 | Третее                                 | Зеэв Шерф (1906—1984)          | 14 мая 1948 года             | 31 октября 1957 года  |                  | Давид Бен-Гурион   |
| 1                                 | Четвертое                              | Зеэв Шерф (1906—1984)          | 14 мая 1948 года             | 31 октября 1957 года  |                  | Давид Бен-Гурион   |
| 1                                 | Пятое                                  | Зеэв Шерф (1906—1984)          | 14 мая 1948 года             | 31 октября 1957 года  | Моше Шарет       |                    |
| 1                                 | Шестое                                 | Зеэв Шерф (1906—1984)          | 14 мая 1948 года             | 31 октября 1957 года  | Моше Шарет       |                    |
| 1                                 | Седьмое                                | Зеэв Шерф (1906—1984)          | 14 мая 1948 года             | 31 октября 1957 года  | Давид Бен-Гурион |                    |
| Исполняющая обязанности Яэль Узай | Седьмое                                |                                |                              |                       | Давид Бен-Гурион |                    |
|                                   | Седьмое                                |                                | Катриэль Кац (1908—1988)     | 1 октября 1958 года   | Давид Бен-Гурион | 1 июля 1962 года   |
| 2                                 | Восьмое                                |                                | Катриэль Кац (1908—1988)     | 1 октября 1958 года   | Давид Бен-Гурион | 1 июля 1962 года   |
| 2                                 | Девятое                                |                                | Катриэль Кац (1908—1988)     | 1 октября 1958 года   | Давид Бен-Гурион | 1 июля 1962 года   |
| 2                                 | Десятое                                |                                | Катриэль Кац (1908—1988)     | 1 октября 1958 года   | Давид Бен-Гурион | 1 июля 1962 года   |
| 3                                 |                                        | Яэль Узай (1920—2013)          | 1 июля 1962 года             | 15 сентября 1968 года | Давид Бен-Гурион |                    |
| 3                                 | Одиннадцатое                           | Яэль Узай (1920—2013)          | 1 июля 1962 года             | 15 сентября 1968 года | Леви Эшколь      |                    |
| 3                                 | Двенадцатое                            | Яэль Узай (1920—2013)          | 1 июля 1962 года             | 15 сентября 1968 года | Леви Эшколь      |                    |
| 3                                 | Тринадцатое                            | Яэль Узай (1920—2013)          | 1 июля 1962 года             | 15 сентября 1968 года | Леви Эшколь      |                    |
| 4                                 |                                        | Михаэль Арнон (1925—2004)      | 15 сентября 1968 года        | 1 мая 1974 года       | Леви Эшколь      |                    |
| 4                                 | Четырнадцатое                          | Михаэль Арнон (1925—2004)      | 15 сентября 1968 года        | 1 мая 1974 года       | Голда Меир       |                    |
| 4                                 | Пятнадцатое                            | Михаэль Арнон (1925—2004)      | 15 сентября 1968 года        | 1 мая 1974 года       | Голда Меир       |                    |
| 4                                 | Шестнадцатое                           | Михаэль Арнон (1925—2004)      | 15 сентября 1968 года        | 1 мая 1974 года       | Голда Меир       |                    |
| 5                                 |                                        | Гершон Авнер (1919—1991)       | 1 мая 1974 года              | 13 июля 1977 года     | Семнадцатое      | Ицхак Рабин        |
| 6                                 |                                        | Арье Наор (род. 1940)          | 13 июля 1977                 | 4 апреля 1982 года    | Восемнадцатое    | Менахем Бегин      |
| 6                                 | Девятьнадцатое                         | Арье Наор (род. 1940)          | 13 июля 1977                 | 4 апреля 1982 года    |                  | Менахем Бегин      |
| 7                                 |                                        | Дан Меридор (род. 1947)        | 4 апреля 1982 года           | 23 сентября 1984 года |                  | Менахем Бегин      |
|                                   | 20-е                                   | Дан Меридор (род. 1947)        | 4 апреля 1982 года           | 23 сентября 1984 года | Ицхак Шамир      |                    |
| 8                                 |                                        | Йоси Бейлин (род. 1948)        | 23 сентября 1984 года        | 20 октября 1986 года  | 21-е             | Шимон Перес        |
| 9                                 |                                        | Эльяким Рубинштейн (род. 1947) | 20 октября 1986 года         | 14 июля 1994 года     | 22-е             | Ицхак Шамир        |
| 9                                 | 23-ое                                  | Эльяким Рубинштейн (род. 1947) | 20 октября 1986 года         | 14 июля 1994 года     |                  | Ицхак Шамир        |
| 9                                 | 24-е                                   | Эльяким Рубинштейн (род. 1947) | 20 октября 1986 года         | 14 июля 1994 года     |                  | Ицхак Шамир        |
| 9                                 | 25-е                                   | Эльяким Рубинштейн (род. 1947) | 20 октября 1986 года         | 14 июля 1994 года     | Ицхак Рабин      |                    |
| 10                                | 25-е                                   |                                | Шмуэль Холландер (род. 1946) | 14 июля 1994 года     | Ицхак Рабин      | 27 июня 1996 года  |
| 10                                | 26-е                                   | Шимон Перес                    | Шмуэль Холландер (род. 1946) | 14 июля 1994 года     |                  | 27 июня 1996 года  |
| 11                                |                                        | Дани Наве (род. 1960)          | 27 июня 1996 года            | 3 февраля 1999 года   | 27-е             | Биньямин Нетаньяху |
| 12                                |                                        | Гидеон Саар (род. 1966)        | 3 февраля 1999 года          | 29 июля 1999 года     | 27-е             | Биньямин Нетаньяху |
| 13                                |                                        | Ицхак Герцог (род. 1960)       | 29 июля 1999 года            | 18 марта 2001 года    | 28-е             | Эхуд Барак         |
| (12)                              |                                        | Гидеон Саар (род. 1966)        | 18 марта 2001 года           | 13 ноября 2002 года   | 29-е             | Ариэль Шарон       |
|                                   | Исполняющий обязанности Аарон Лишански |                                |                              |                       | 29-е             | Ариэль Шарон       |
| 30-е                              |                                        |                                |                              |                       |                  | Ариэль Шарон       |
| 14                                |                                        | Исраэль Маймон (род. 1966)     | 4 марта 2003 года            | 22 июля 2007 года     |                  | Ариэль Шарон       |
| 14                                | 31-е                                   | Исраэль Маймон (род. 1966)     | 4 марта 2003 года            | 22 июля 2007 года     | Эхуд Ольмерт     |                    |
| 15                                | 31-е                                   |                                | Овад Йехезкиель (род. 1965)  | 22 июля 2007          | Эхуд Ольмерт     | 31 марта 2009 года |
| 16                                |                                        | Цви Хаузер (род. 1968)         | 5 апреля 2009 года           | 13 мая 2013 года      | 32-е             | Биньямин Нетаньяху |
| 16                                | 33-ее                                  | Цви Хаузер (род. 1968)         | 5 апреля 2009 года           | 13 мая 2013 года      |                  | Биньямин Нетаньяху |
| 17                                |                                        | Авихай Мандельблит (род. 1963) | 13 мая 2013 года             | 31 января 2016 года   |                  | Биньямин Нетаньяху |
| 17                                | 34-е                                   | Авихай Мандельблит (род. 1963) | 13 мая 2013 года             | 31 января 2016 года   |                  | Биньямин Нетаньяху |
| Исполняющий обязанности Арье Зоар |                                        |                                |                              |                       |                  | Биньямин Нетаньяху |
| 18                                |                                        | Цахи Браверман (род. 1959)     | 15 ноября 2016 года          | 13 июня 2021          |                  | Биньямин Нетаньяху |
|                                   | 35-е                                   | Цахи Браверман (род. 1959)     | 15 ноября 2016 года          | 13 июня 2021          |                  | Биньямин Нетаньяху |
| 19                                |                                        | Шалом Шломо (род. 1977)        | 27 июня 2021                 | 29 декабря 2022 года  | 36-е             | Нафтали Бенет      |
| 19                                | Яир Лапид                              | Шалом Шломо (род. 1977)        | 27 июня 2021                 | 29 декабря 2022 года  | 36-е             |                    |
| 20                                |                                        | Йоси Фукс (род. 1971)          | 8 января 2023 года           | н. в.                 | 37-е             | Биньямин Нетаньяху |